# Royaume de Surakarta
Pour les articles homonymes, voir Surakarta et Surakarta (jeu).
1755–1946
Entités précédentes :
- Royaume de Mataram

Le royaume de Surakarta, en javanais Kasunanan Surakarta Hadiningrat, est un État princier d'Indonésie situé dans le centre de l'île de Java. Bien que ce royaume n'ait plus d'existence officielle, il existe toujours un souverain, le Sunan (roi) Pakubuwono XIII, et une cour, qui réside dans le kraton ou palais royal de la ville de Surakarta.

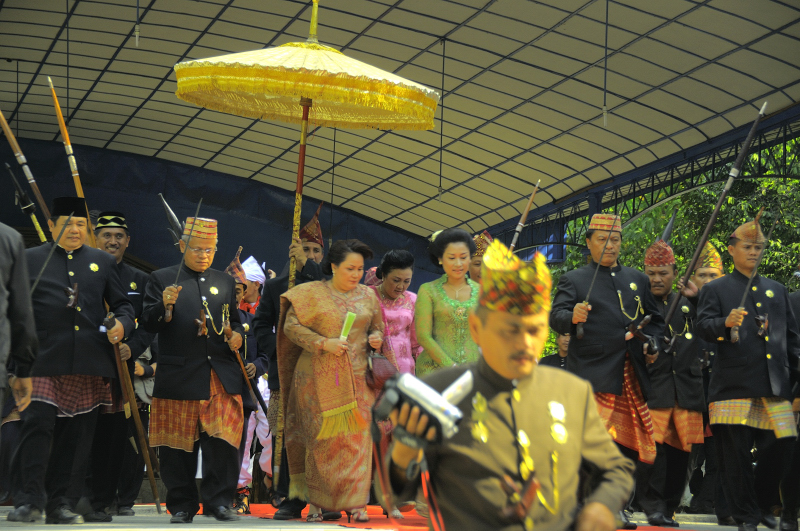
Hôtes de marque lors de la cérémonie du Pisowanan Ageng au kraton de Surakarta

## Histoire
Surakarta a été fondée en 1743 par Pakubuwono II, sunan ("souverain") de Mataram, un royaume du centre de Java. Kartasura, la capitale, avait été mise à sac par le prince Cakraningrat de Madura. Dans la tradition royale javanaise, quand un malheur arrivait au royaume, le roi déplaçait la capitale. Pakubuwono II choisit un lieu au bord du fleuve Solo, à 12 km à l'est de Kartasura.
En 1746 un frère de Pakubuwono II, le prince Mangkubumi, rejoint son neveu le prince Said, entré en rébellion 1741. Cet acte déclenche la Troisième Guerre de succession javanaise. Le sunan tombe malade en 1749. Le baron von Hohendorff, gouverneur de la VOC (Vereenigde Oostindische Compagnie ou "Compagnie néerlandaise des Indes orientales", créée en 1602 par des marchands néerlandais) pour la côte nord-est de Java, intronise le fils de Pakubuwono II, qui prend le titre de Pakubuwono III. Le nouveau gouverneur, Nicolaas Hartingh, promet à Mangkubumi de lui offrir une partie de Java. En 1755 est signé le traité de Giyanti, par lequel la VOC reconnaît la souveraineté de Mangkubumi sur la moitié occidentale de Java Centre. Mangkubumi prend le titre de sultan Hamengkubuwono et construit sa capitale, qu'il baptise Yogyakarta, sur le site de l'ancienne Mataram.
Mais Said poursuivait sa rébellion. Ni Surakarta, ni Yogyakarta, ni la VOC ne parvenaient à le capturer. Said, de son côté, ne pouvait espérer les défaire pour conquérir Java. Il entame des négociations et finit par prêter allégeance aux trois puissances en 1756. En retour, il reçoit du sunan un fief de 4 000 foyers, la principauté du Mangkunegaran. Il prend le titre de Pangeran Adipati (prince) Mangkunegara et fait construire son palais à Surakarta.
Java entre dans une période de paix qui ne sera interrompue qu'en 1825 avec la rébellion du prince Diponegoro de Yogyakarta.

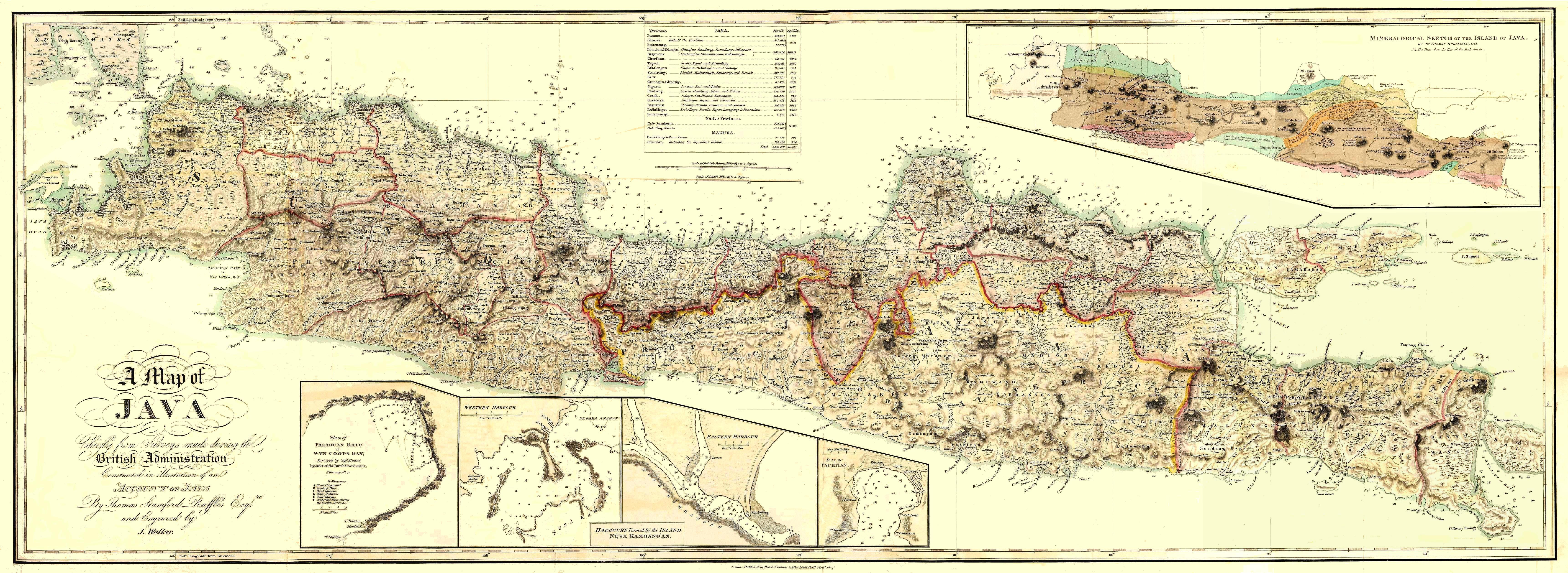
Carte de Java de 1817 établie par Raffles montrant les "Provinces of the Native Princes"

Voir aussi : Histoire de Java

## Culture
La période de paix qui va de la signature du traité de Giyanti au déclenchement de la guerre de Java en 1825, permet l'éclosion d'un art de cour raffiné.
En particulier, c'est sous le règne du sunan Pakubuwono V (r. 1820 — 1823) qu'est écrite la Serat Centhini, grand poème à la fois épique, mystique et érotique, censé contenir tous les "savoirs" javanais.

## Liste des souverains de Surakarta
- Pakubuwono II, 1727 — 1749 (Kartasura puis Surakarta)
- Pakubuwono III (en), 1749 — 1788
- Pakubuwono IV, 1788 — 1820
- Pakubuwono V, 1820 — 1823
- Pakubuwono VI, 1823 — 1830
- Pakubuwono VII, 1830 — 1858
- Pakubuwono VIII, 1859 — 1861
- Pakubuwono IX, 1861 — 1893
- Pakubuwono X (en), 1893 — 1939
- Pakubuwono XI (en), 1939 — 1944
- Pakubuwono XII (en), 1944 — 2004
- Pakubuwono XIII (en) 2005 —

En février 2008, il y avait deux prétendants rivaux au trône, tous deux demi-frères de Pakubuwono XII. La question de la  succession n'avait pas encore été tranchée.